# Untersuhl
Untersuhl ist ein Ortsteil von Gerstungen im Wartburgkreis in Thüringen.

## Lage
Untersuhl liegt am südwestlichen Rand der Gemeinde Gerstungen an der Grenze zu Hessen und an der Werra. Die geographische Höhe des Ortes beträgt 215 m ü. NN. Die Ortslage ist mit Gerstungen zusammengewachsen. Westlich berührt die Landesstraße 1022 den Ortsteil und kreuzt am Ortsrand die Landesstraße 1021. Nördlich vom Ortsteil verläuft die Bundesautobahn 4 mit der Anschlussstelle Gerstungen und der Weihetalbrücke. Die Thüringer Bahn im Abschnitt Eisenach–Bebra mit dem Bahnhof Gerstungen führt durch den Ort.

## Geschichte
Der Name „Suhl“ leitet sich vom althochdeutschen Begriff „sol“ bzw. „sul“ ab, was „sumpfiger Boden“ bedeutet. Diese Bezeichnung findet sich in der Region um Gerstungen mehrfach wieder.
Die älteste bekannte Urkunde, datiert auf den 21. Mai 977, dokumentiert eine Schenkung von Kaiser Otto II. an das Kloster St. Johannes des Täufers und St. Cäcilia zu Radesdorf (heute Raßdorf). In ihr wird ein Ort namens „Sulaho“ bzw. „Sulaha“ erwähnt. Eine eindeutige Zuordnung zu Untersuhl oder Obersuhl lässt sich daraus jedoch nicht ableiten. Zudem handelt es sich bei dieser Urkunde um eine Fälschung beziehungsweise um eine spätere Abschrift aus dem 11. Jahrhundert. Dennoch ist davon auszugehen, dass die beschriebenen Vorgänge tatsächlich stattgefunden haben.
Die nächstjüngere urkundliche Erwähnung stammt vom 27. Juni 1261. Darin verpfändet Heinrich, Edler von Frankenstein, dem Kloster Frauensee Landbesitz, darunter „in Sula acht mansus“ (Urkunde Nr. 50 im Urkundenbuch des Klosters Frauensee). Im selben Urkundenbuch finden sich zwei weitere Schriftstücke, die denselben Sachverhalt betreffen: Eines aus dem Jahr 1280 (Nr. 59) in deutscher Sprache und eines aus dem Jahr 1284 (Nr. 63) auf Lateinisch. Darin überträgt Landgraf Albrecht von Thüringen dem Kloster Frauensee den Haferzins der Vogtei Gospenroda und befreit die Bewohner der „Vogteien zue Sula und Bercka“ von allen Abgaben. Die Zuordnung der „Vogteien zue Sula“ zu Untersuhl ist jedoch nicht zweifelsfrei belegt.
Zwischen 1317 und 1318 verkaufte Ludwig von Frankenstein das zur Burg Lengsfeld gehörige Untersuhl. Es gehörte später zum Amt Gerstungen.
Die erste gesicherte Nennung von Untersuhl erfolgte schließlich im Jahr 1397. In einer Lehensaufstellung des Klosters Fulda wird der Besitz einer Mühle in „Nidernsula“ (Untersuhl) verzeichnet. Dieses Jahr gilt daher als offizielle Ersterwähnung von Untersuhl.
Untersuhl wurde am 1. Januar 1960 nach Gerstungen eingemeindet. 600 Einwohner lebten 2009 im Ortsteil. Die Rundkirche Untersuhl ist eine architektonisch ungewöhnliche evangelisch-lutherische Gemeindekirche.

## Söhne und Töchter des Ortes
- Wilfrid Bach (1936–2015), Geograph und Klimatologe
- Mike Kallenbach, Motorradrennfahrer